# Eric Vloeimans

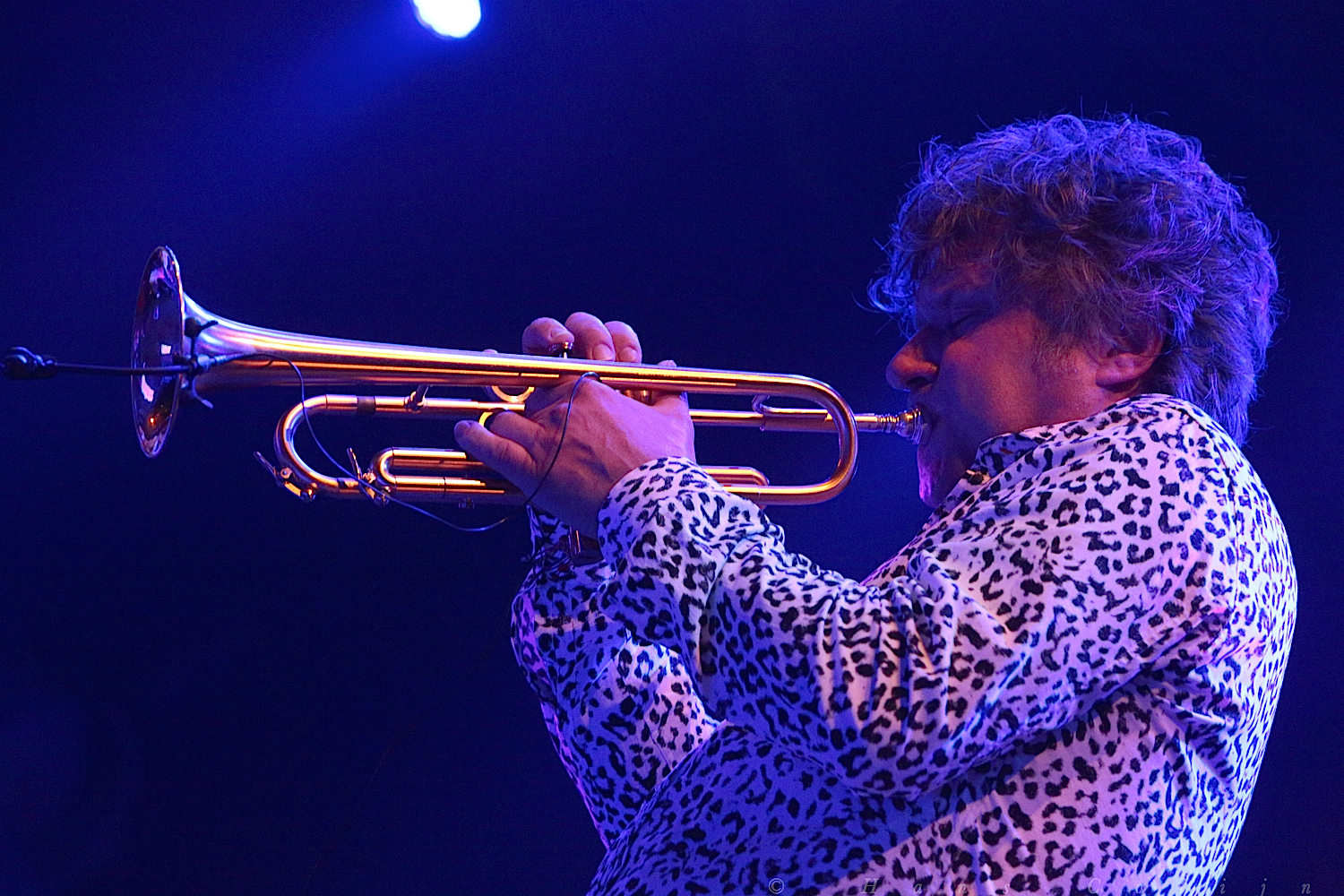
Eric Vloeimans in 2015

Eric Vloeimans (Huizen, 24 maart 1963) is een Nederlands jazztrompettist. Hij begon zijn trompetstudie aan het Rotterdams Conservatorium op de afdeling klassieke muziek, maar stapte later over naar de jazz-afdeling nadat zijn interesse voor die stroming was gewekt. Als jazztrompettist studeerde hij dan ook in 1988 met lof af en zette zijn studie voort in New York, waar hij studeerde met Donald Byrd en ervaring opdeed door te spelen in de bigbands van Frank Foster and Mercer Ellington.
Hij maakt muziek die tussen de soorten jazz en pop valt te kwalificeren. Daarbij is de trompet het belangrijkste muziekinstrument. De trompet is echter niet overheersend, maar warm en melodieus.
Hij heeft gespeeld op veel podia met onder anderen Jasper van 't Hof, Pierre Courbois, Nguyên Lê, John Taylor, Theo Jörgensmann, Willem Breuker, Ernst Reijseger, Chris Hinze, Jeroen van Vliet, Simin Tander, Damir Imamović en Martin Fondse.
In 2001 kreeg Vloeimans de VPRO/Boy Edgar Prijs voor zijn activiteiten op het gebied van de jazzmuziek. In 2002 won hij een Bird Award en in 2011 werd hij onderscheiden met de Gouden Notekraker voor de meest opvallende, artistieke dan wel smaakmakende muziekuiting van het afgelopen seizoen.
In 2015 werkte Vloeimans mee aan het titelnummer van het album Embrace van Armin van Buuren. Tevens verscheen eind 2015 het eerste meespeelboek van Eric Vloeimans onder de titel 'Horn of Plenty'. Het boek bevat 11 composities van Eric Vloeimans en twee audio cd's met begeleiding. De cd's werden ingespeeld door Eric Vloeimans - trompet en Jeroen van Vliet op piano. Ter gelegenheid van de presentatie werd een videoclip opgenomen in de voormalige fabriekshallen van de CHV op de Noordkade in Veghel in samenwerking met V.I.B.
Vloeimans ontving op 6 november 2016 uit handen van commissaris van de Koning Wim van de Donk de Muziekprijs 2016 van het Prins Bernhard Cultuurfonds Noord-Brabant.
In 2018 maakte hij een tournee door Nederland met klarinettist Kinan Azmeh en Jeroen van Vliet met de titel Levanter.
Vloeimans speelt ook in projecten samen met klassieke orkesten zoals met het Nederlands Symfonieorkest in 2012. Sinds 2014 werkt hij samen met Holland Baroque. In 2014 en 2015 maakten zij het programma Old, New & Blue waarin barokmuziek in een modern arrangement gecombineerd wordt met trompetimprovisaties van Vloeimans. Met dit programma traden zij ook op voor Koning Willem-Alexander en Koningin Maxima tijdens het Koningsdagconcert 2014. De CD Carrousel met Holland Baroque won in 2017 de Edison publieksprijs voor klassieke muziek.

## Discografie

### Albums
| Album met eventuele hitnotering(en) in de Nederlandse Album Top 100 | Datum van verschijnen | Datum van binnenkomst | Hoogste positie | Aantal weken | Opmerkingen                               |
| ------------------------------------------------------------------- | --------------------- | --------------------- | --------------- | ------------ | ----------------------------------------- |
| No realistics                                                       | 1992                  | -                     |                 |              |                                           |
| First floor                                                         | 14-10-1994            | -                     |                 |              | met Eric -Quartet- Vloeimans              |
| Bestiarium                                                          | 02-09-1996            | -                     |                 |              |                                           |
| Bitches and fairy tales                                             | 1998                  | -                     |                 |              |                                           |
| Umai                                                                | 13-09-2000            | -                     |                 |              |                                           |
| Brutto gusto                                                        | 26-04-2002            | -                     |                 |              |                                           |
| Voiznoiz 3                                                          | 2002                  | -                     |                 |              | met Michel Banabila                       |
| Hidden history                                                      | 29-08-2003            | -                     |                 |              |                                           |
| Boompetit                                                           | 2005                  | -                     |                 |              |                                           |
| Summersault                                                         | 06-01-2006            | -                     |                 |              |                                           |
| Gatecrashin'                                                        | 2007                  | 17-03-2007            | 96              | 1            |                                           |
| Hyper                                                               | 27-03-2008            | -                     |                 |              | met Gatecrash                             |
| Live at Yoshi's                                                     | 24-04-2009            | 09-05-2009            | 55              | 4            | als Eric Vloeimans' Fugimundi / Livealbum |
| Heavens above!                                                      | 02-10-2009            | -                     |                 |              | met Gatecrash                             |
| Kytecrash                                                           | 11-03-2011            | 19-03-2011            | 5               | 20           | met Colin Benders                         |
| Live at the Concertgebouw                                           | 20-09-2011            | 15-10-2011            | 99              | 1            | met Florian Weber / Livealbum             |
| Evensong                                                            | 2013                  | 27-04-2013            | 67              | 1*           | met het Nederlands Symfonieorkest         |
| Oliver's Cinema                                                     | 2013                  | 10-04-2013            | *               | 1*           | met Tuur Florizoone en Jörg Brinkmann     |
| Oliver's Cinema - act 2                                             | 2015                  |                       |                 |              | met Tuur Florizoone en Jörg Brinkmann     |
| Carrousel                                                           | 2017                  |                       |                 |              | met Holland Baroque                       |
| Levanter                                                            | 2018                  |                       |                 |              | met Kinan Azmeh en Jeroen van Vliet       |
| Eric & Will                                                         | 2018                  |                       |                 |              | met Will Holshouser                       |
| Viento Zonda                                                        | 2019                  |                       |                 |              | met Juan Pablo Dobal                      |
| Two for the Road                                                    | 2022                  |                       |                 |              | met Will Holshouser                       |